# Colla stick

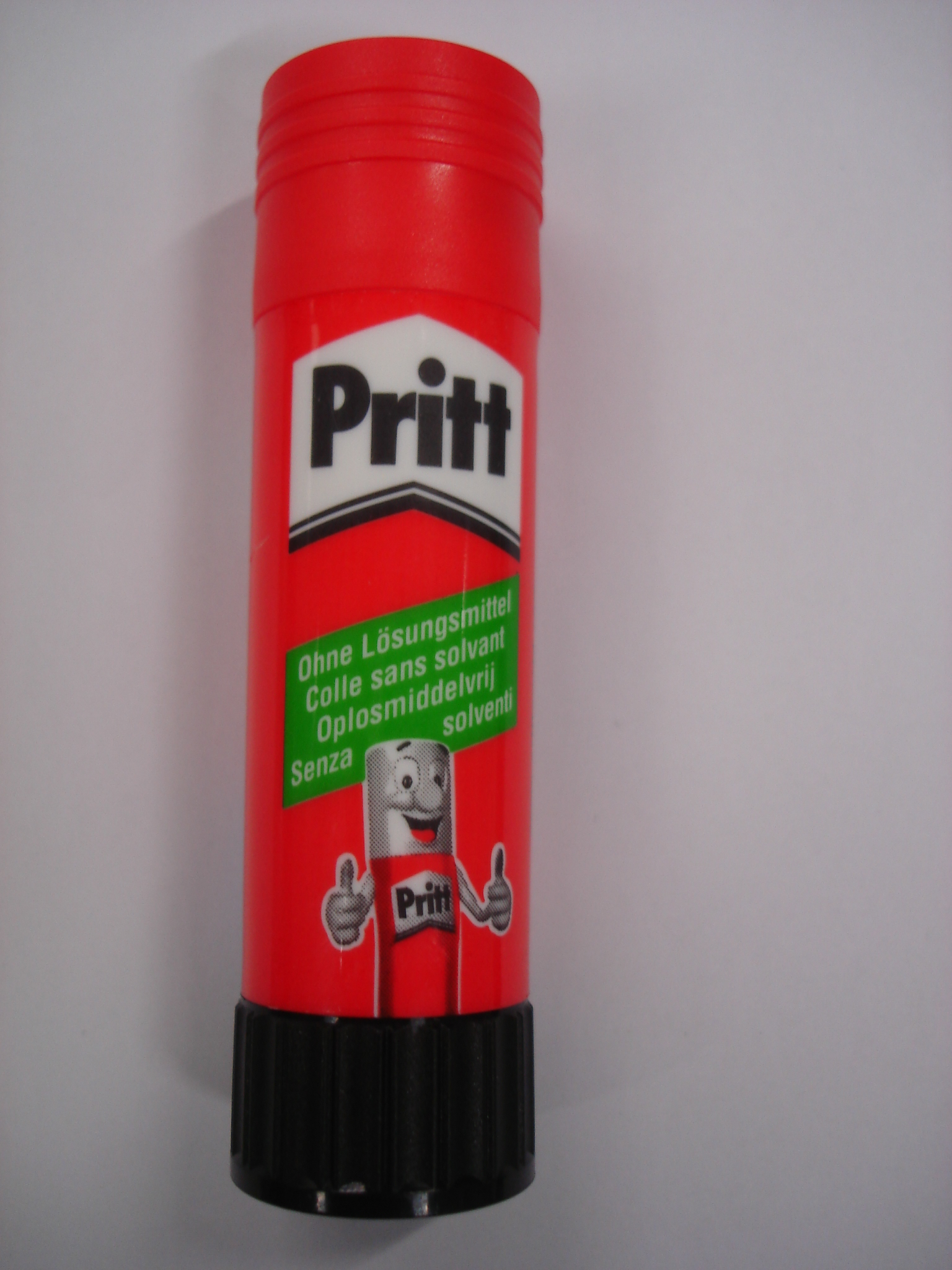
Tubetto cilindrico di Pritt

La  colla (a) stick è un tipo di colla venduta in pratici tubetti. L'utilizzatore può applicare la colla aprendo il bastoncino e tenendolo fermo con una mano, così da non sporcarsi le dita. Questo tipo di colla è utilizzato principalmente in ambito domestico, scolastico e in ufficio. La colla stick più famosa è la Pritt della Henkel ma esistono anche altri marchi in commercio, come UHU e Giotto.
In commercio vi sono colle stick di varie dimensioni, le più diffuse sono di 10, 20 o 40 grammi.
La Giotto produce circa 1540 tubetti di colla, la Pritt 3045 e la UHU 1230. Nel 2013 la Giotto ha prodotto circa 3461 tubetti di colla e ha inventato la colla piccola da 10 grammi.

## Utilizzo
Le colle stick si usano solo per materiali cartacei e simili, non essendo sufficientemente forti come altre varietà di adesivo, in particolare quelle liquide. Le versioni più recenti sono lavabili e atossiche. Si usano anche per creazioni artistiche (collage).